# Spyro: Reignited Trilogy
Spyro: Reignited Trilogy è un videogioco a piattaforme, sviluppato da Toys for Bob (già sviluppatori di Skylanders) con la collaborazione di Sanzaru Games per il terzo capitolo e pubblicato da Activision; il gioco è un remake dei primi tre capitoli della serie Spyro the Dragon, contenendo le versioni in alta definizione di Spyro the Dragon (1998), Spyro 2: Ripto's Rage (1999) e Spyro: Year of the Dragon (2000). È uscito il 13 novembre 2018 per PlayStation 4 e Xbox One e il 3 settembre 2019 per Nintendo Switch e Microsoft Windows.

## Trama

### Spyro the Dragon
Spyro è un giovane drago viola che vive nelle terre dei draghi. Quando il malvagio orco Nasty Norc (mezzo gnomo e mezzo orco), nemico giurato dei draghi, attacca il suo mondo trasformando tutti i draghi in statue di cristallo, Spyro decide di viaggiare attraverso le terre dei draghi in compagnia della libellula Sparx per liberare i suoi simili e arrivare allo scontro finale con Nasty.

### Spyro 2: Ripto’s Rage
Tempo dopo aver sconfitto Nasty Norc, Spyro viene richiamato nella magica terra di Avalar, un mondo raggiungibile solo attraverso un portale costruito dal Professore. Il piccolo drago dovrà liberare i tre regni di Avalar (Foresta d’Estate, Pianure d’Autunno e Tundra d’Inverno) dalla minaccia del malvagio mago Ripto e dei suoi due scagnozzi, i dinosauri Crush e Gulp. Sarà aiutato dal ghepardo Hunter, dal fauno Elora e dalla fata Zoe.

### Spyro: Year of the Dragon
Una volta conclusa l'avventura ad Avalar, nelle terre dei draghi si celebra l'Anno del Drago, ovvero il momento in cui le creature depongono le proprie uova che daranno vita ai loro cuccioli. Una notte, l'apprendista strega Bianca, una coniglietta accompagnata da delle creature chiamate Rhynoc, provenienti dai cosiddetti Mondi Dimenticati, iniziano a rubare le uova deposte per poi portarle alla loro padrona, la misteriosa e malvagia Maga, che vuole i draghi per acquisirne il potere, l'energia e diventare invincibile ed immortale. Spyro ed Hunter, con l'aiuto di nuovi alleati, come Sheila il canguro, il Sergente Byrd e, successivamente, la pentita Bianca, dovranno viaggiare attraverso i Mondi Dimenticati per recuperare le uova.

## Personaggi

### Principali
- Spyro: un giovane drago viola spavaldo, testardo e apparentemente senza paura. Alcuni draghi del suo villaggio sostengono di aver sempre saputo che era destinato a diventare un eroe. Spyro combatte senza sosta per aiutare i suoi simili o chiunque abbia bisogno di aiuto.

- Sparx: è una libellula gialla luminosa, da sempre compagna di Spyro. Fin dalla sua prima avventura, il suo compito è difenderlo dai pericoli. Ha bisogno di mangiare farfalle per rinvigorirsi.

- Draghi Artigiani: abitanti del mondo degli Artigiani, sono dediti a svariati mestieri. Sono poeti, scrittori, pittori o ingegneri, e forniscono ai regni dei draghi prodotti artistici raffinati.

- Draghi Pacificatori: abitanti del mondo dei Pacificatori, si tratta dei draghi più grossi e muscolosi, esperti in tattiche di guerriglia e hanno il compito di proteggere il regno dei draghi.

- Draghi Stregoni: abitanti del mondo degli Stregoni, praticano la magia e fabbricano una gran quantità di oggetti magici.

- Draghi Domatori: abitanti del mondo dei Domatori, il loro compito è introdurre nuovi tipi di belve nel mondo dei draghi e addestrarle.

- Draghi Tessisogni: abitanti del mondo dei Tessisogni, sono i guardiani della notte, possono introdursi nel mondo del sogno e proteggerlo dagli attacchi delle creature dell’incubo.

- Hunter: ghepardo di Avalar, fido compagno di Spyro fin dalla sua seconda avventura. È anche il suo allenatore e gli insegna come planare e come compiere grandi salti.

- Elora: un fauno, amica di Hunter e del Professore. Aiuterà Spyro dandogli il libro guida di Avalar e molti suggerimenti utili.

- Zoe: piccola fatina di Avalar, amica di Elora, Hunter e del Professore, che salva i progressi di gioco, colpendo Spyro con un fulmine magico.

- Il Professore: una vecchia talpa-scienziato affetta da problemi di cecità ed amnesia. Proviene dai Mondi dimenticati ma vive ad Avalar da molto tempo, avendo costruito un sistema di portali che permette di viaggiare fra i mondi.

- Riccone: un orso innamorato dei soldi che, però, non riesce mai a trovare un lavoro fisso. Impone sempre a Spyro tasse altissime per farlo avanzare in alcune zone e richiede sempre pagamenti in gemme.

- Bianca: una coniglietta, apprendista della perfida Maga dei Mondi dimenticati. Inizialmente, aiuta la sua padrona a rubare le uova di drago, ma in seguito, dopo aver scoperto il vero piano della Maga, aiuterà Spyro ed Hunter a fermarla e si innamorerà del felino.

- Sheila: un raro esemplare di canguro di montagna. Sheila ha dato molto filo da torcere ai Rhynoc della Maga, prima di essere catturata, una volta liberata, aiuterà Spyro a sconfiggerla.

- Il Sergente Byrd: un altro degli eroi dei Mondi dimenticati, catturati dalla Maga. Si tratta di un pinguino soldato con la capacità di volare, addestrato dai colibrì e armato di lanciarazzi sulle spalle.

- Bentley: un possente yeti armato con una clava ghiacciata, che si esprime con un linguaggio ricercato e forbito. Dopo essere stato liberato da Spyro lo aiuterà nella sua avventura. Ha un fratello minore, di nome Bartolomeo.

- Agente 9: una scimmia armata di pistola laser, un tempo assistente e alunno prediletto del Professore. Ha il grilletto facile e i nervi a fior di pelle. Anche lui è stato messo in gabbia per ordine della Maga e, dopo essere stato liberato, si allenerà nuovamente con il Professore e anche con Spyro, aiutando quest’ultimo ad affrontare la Maga in persona.

### Antagonisti
- Nasty Norc (Gnasty Gnorc):[5] una malvagia creatura simile ad un orco, che dopo essere stato bandito in un mondo remoto (poi chiamato Mondo di Nasty), ha iniziato a praticare la magia, scoprendo il modo per tramutare le gemme in mostri e guerrieri. Dopo essere stato insultato pubblicamente dai draghi, deciderà di mettere in atto il suo piano, congelandoli nel cristallo. Unico drago a salvarsi da questo destino, sarà Spyro, che dovrà fermarlo.

- Tosto (Toasty): scagnozzo di Nasty nel Mondo degli Artigiani. È un montone travestito da spaventapasseri che cammina su dei trampoli. Si serve di un’enorme falce o dei suoi stessi trampoli per attaccare.

- Dr. Shemp: posto a capo del Mondo dei Pacificatori. È un Norc vestito da sciamano che indossa un’armatura di metallo sul ventre e occhiali da sole, utilizza un bastone da stregone come arma.

- Sbuffone (Blowhard):[5][6] il capo degli stregoni di Nasty, controlla il potere del vento e delle tempeste.

- Testa di latta (Metalhead):[5][7] enorme robot costruito dai Norc, posto a guardia del Mondo dei Domatori, che scaglia fulmini. L’unico modo per danneggiarlo è distruggere i ripetitori che gli danno alimentazione.

- Jacques: l’ultimo degli scagnozzi di Nasty, a capo del Mondo dei Tessitori di Sogni, è un pagliaccio a molla dal volto verde e mostruoso. Piuttosto sfuggente e veloce, lancia pacchi regalo esplosivi.

- Ripto: un mago malvagio e crudele con le sembianze di un rettile, nemico giurato di Spyro dei draghi (sembra essere in grado di fiutarne l’odore). Dopo essere stato trasportato ad Avalar per errore, tenterà di conquistarla, non essendoci draghi ad Avalar. Questo spingerà Elora, Hunter e il Professore a portare un drago nel loro mondo per affrontare Ripto.

- Crush: gigantesco rettile bipede al servizio di Ripto, armato con una clava chiodata.

- Gulp: il secondo degli scagnozzi di Ripto, è un rettile quadrupede, spesso usato dal suo padrone come cavalcatura. È sempre affamato.

- La Maga: la signora indiscussa dei Mondi Dimenticati, è una maga con l’aspetto di un coccodrillo bipede, che, a propria insaputa, traeva i suoi poteri proprio dall’essenza dei draghi. Dopo averli scacciati, iniziò a perdere i suoi poteri e questo la spinse ad ordinare ai suoi servitori, l’apprendista maga Bianca e i Rhynoc, di rubare le uova di drago, dai cui cuccioli avrebbe ricominciato a trarre la propria magia perduta.

- Buzz: un Rhynoc tramutato in una sorta di rospo mostruoso e sputafuoco da Bianca. Viene sconfitto dagli sforzi combinati di Spyro e Sheila.

- Spike: un Rhynoc trasformato in una bestia colossale dalla Maga. Combatte utilizzando un'arma che spara getti di plasma. Spyro riuscirà a batterlo con l’aiuto del Sgt. Byrd.

- Zenit (Scorch): stanca delle continue interferenze di Spyro, la Maga decide di creare una bestia in grado di distruggere tutti i suoi nemici in tutti i mondi, compresi i draghi. Trasforma un altro Rhynoc in un enorme mostro alato, che attacca deponendo uova esplosive o contenenti diverse creature pericolose. Saranno Spyro e Bentley a fermarlo.

## Doppiaggio
| Personaggio              | Doppiatore originale | Doppiatore italiano |
| ------------------------ | --- | --- |
| Spyro                    | Tom Kenny | Andrea Oldani |
| Sparx                    | André Sogliuzzo | André Sogliuzzo |
| Nasty Norc               | Michael Gough | Antonello Governale |
| Hunter                   | Robbie Daymond | Osmar Santucho |
| Elora                    | Cassandra Lee Morris | Loretta Di Pisa |
| il Professore            | Tom Kenny | Gianni Quillico |
| Zoe                      | Catherine Taber | Deborah Morese |
| Riccone                  | JB Blanc | Raffaele Fallica |
| Ripto                    | Gregg Berger | Mario Zucca |
| Bianca                   | Melissa Hutchison | Katia Sorrentino |
| Sheila                   | Chantelle Barry | Jolanda Granato |
| Sgt. Byrd                | Tom Kenny | Antonello Governale |
| Bentley                  | Dave B. Mitchell | Stefano Albertini |
| Agente 9                 | Richard Tatum | Luca Ghignone |
| La Maga                  | Cissy Jones | Silvana Fantini |
| Draghi & Personaggi vari | Richard Tatum Fred Tatasciore Tom Kenny Cassandra Lee Morris Darin De Paul Cam Clarke JB Blanc Gregg Berger Trevor Devall Xander Mobus Misty Lee Piotr Michael Max Mittelman Heather Halley Chris Cox Jonathan Lipow Edward Bosco Scott Whyte Charles Halford Jason Spisak Chris Fries Neil Kaplan Travis Willingham Matthew Mercer Jon Olson Andrew Morgado Andrew Kishino Mark Allan Stewart Salli Saffioti Marc Graue Roger Craig Smith Justine Huxley Hope Levy | Antonio Paiola Riccardo Peroni Mario Zucca Marco Pagani Alberto Sette Gianni Quillico Stefano Albertini Raffaele Fallica Silvio Pandolfi Luca Sandri Antonello Governale Silvana Fantini Luca Ghignone Serena Clerici Jolanda Granato Ruggero Andreozzi Loretta Di Pisa Deborah Morese |

## Differenze con i capitoli originali

### Spyro the Dragon
- Il teletrasporto tra i vari livelli è attivo già a inizio gioco;
- Molti dei livelli dei portali ora sono tradotti in italiano, tuttavia anche alcuni nomi dei livelli già tradotti vengono nuovamente cambiati;
- I dialoghi in italiano sono stati nuovamente riadattati;
- I draghi da salvare hanno subito un netto cambiamento: ora sono diversi tra di loro e hanno una caratterizzazione a seconda dei mondi da cui provengono;
- Gli aeronauti ora hanno una loro voce;
- Nell'adattamento italiano, il nome Soffio Feroce è stato cambiato in Sbuffone, mentre il nome Metalhead è stato tradotto in Testa di Latta;
- Il tema musicale del livello Caverne Sospese è stato rimpiazzato da un remix del tema di Cime Alberate;
- Nei livelli Caverne Sospese e Torri Incantate, è stato aggiunto un timer nel momento in cui si ottiene il potenziamento della Superfiamma ottenuto dopo il bacio di una fata;
- Si possono attivare tutte le mappe dei livelli dalla schermata del menù di gioco;
- È stata aggiunta una nuova zona segreta nella Casa dei Tessisogni;
- Nel livello Porto Tramonto, le munizioni dei soldati Gnorc sono state rimpiazzate da gomme masticate di color rosa;
- Nell'adattamento italiano, la frase che Spyro pronuncia dopo aver sconfitto Nasty Norc è stata doppiata in italiano, laddove nel titolo originale era assente;
- Sono stati aggiunti dei nuovi punti abilità in vari livelli;
- Ottenendo tutti i punti abilità si può sbloccare la galleria delle concept art del gioco;

### Spyro 2: Ripto's Rage
- Il teletrasporto tra i vari livelli è attivo già a inizio gioco;
- I dialoghi in italiano sono stati nuovamente riadattati;
- I contatori delle vite e delle particelle spirituali vengono invertiti di posizione nella schermata HUD;
- Si possono attivare tutte le mappe dei livelli dalla schermata del menù di gioco (dove erano presenti anche nel titolo originale, con l'eccezione dei livelli dei Circuiti e di Spiagge del Drago);
- È stato rimosso il bug del doppio salto;
- Su ogni portale di fine livello, appare la scritta "Vai a casa";
- È stata aggiunta l'abilità che permette a Spyro di rotolarsi verso sinistra e destra premento i tasti L1 e R1;
- Le animazioni delle sfere magiche sono state rivisitate: nell'originale, le sfere venivano consegnate, dopo aver compiuto una missione, dal personaggio aiutante rimbalzando per due volte fino a Spyro, mentre nel remake vengono "create" mediante delle particelle di energia per poi fluttuare nell'aria finché non spariscono;
- In ogni livello, sopra la testa di ognuno dei personaggi aiutanti comparirà un simbolo della sfera magica che Spyro dovrà ottenere tramite missioni secondarie. Il numero può variare a seconda della quantità di richieste;
- Quando si esaurisce un potenziamento qualsiasi, il timer non emette più quattro segnali acustici lunghi e otto brevi come nell'originale, bensì cinque segnali acustici lunghi e dieci brevi in rapida successione;
- Nel livello Desolazione Scheletrica, lo scheletro amico di Ooga esegue un ballo simile alla Floss Dance;
- Nel livello Torri Acquaria, è stato aggiunto il contatore degli anelli durante il minigioco della manta;
- La lava incandescente del livello Segreta di Crush è stata rimpiazzata da delle scorie tossiche verdi, ciò vuol dire che il livello del boss è situato in una fogna;
- Ottenendo tutti i punti abilità si può sbloccare la galleria delle concept art del gioco;
- Il design dei potenziamenti sono stati rivisitati: ogni volta che ne si attiva una, le due colonne vengono accerchiate da delle spirali di fumo;
- Nei potenziamenti del Supervolo, il simbolo delle due ali di drago è stato rimpiazzato da un'ala color viola;
- Nei potenziamenti della Supercarica, il simbolo della ruota è stato rimpiazzato da un fulmine color giallo;
- Nei potenziamenti del Supersalto, il simbolo della molla è stato rimpiazzato da tre frecce verdi rivolte verso l'alto;
- Nei potenziamenti della Superfiamma, il simbolo della fiamma viene colorato di arancione;
- Nei potenziamenti del Superscudo, il simbolo dello scudo viene colorato di azzurro, e le colonne dipinte di rosso;
- Nei potenziamenti del Supergelo, il simbolo del cubo di ghiaccio è stato rimpiazzato da un fiocco di neve color bianco;
- Nel potenziamento combinato del Supervolo e della Superfiamma, presente solo nel livello Metropolis, i due simboli vengono disposti accanto, e non uno sopra l'altro;
- Nel potenziamento della Superfiamma permanente, presente solo nel livello Spiagge del Drago, ora compare il simbolo "∞" disposto sotto al simbolo della fiamma;
- Nel livello Circuito Ghiacciato, principalmente nella versione italiana, sono stati corretti i nomi degli ostacoli: nel remake sono stati tradotti in Archi-Serpenti-Skater-Motoslitte, mentre nell'originale erano tradotti per errore in Arieti-Anelli-Ciclisti-Avvoltoi, gli stessi nomi degli ostacoli presenti in Circuito Canyon;
- Sempre nel livello Circuito Ghiacciato, durante il minigioco di Hunter, gli anelli che Spyro dovrà attraversare sono tutti rossi e non di colori diversi;
- In uno dei minigiochi situati nel livello Spiagge del Drago, il numero di lucertole che Spyro dovrà colpire con la Superfiamma è stato abbassato da 10 a 8;
- Il numero di particelle spirituali nel livello Ghiacciaio Cristallino è sceso da 38 a 20;
- Il numero di particelle spirituali nel livello Cono di Magma è sceso da 19 a 7;
- È stata rimossa la nebbia nel livello Fontana Mistica;
- È stato rimosso l'epilogo finale;

### Spyro: Year of the Dragon
- I dialoghi in italiano sono stati nuovamente riadattati;
- La ricerca delle gemme di Sparx è attivo già a inizio gioco, laddove nel titolo originale era sbloccabile subito dopo aver completato il livello Ragnopoli;
- Il teletrasporto tra i vari livelli è attivo già a inizio gioco, laddove nel titolo originale era disponibile solo dopo aver completato il livello Fabbrica degli Insetti Robot;
- I contatori delle vite e delle uova di drago vengono invertiti di posizione nella schermata HUD;
- Si possono attivare tutte le mappe dei livelli dalla schermata del menù di gioco;
- È stata mantenuta la versione Greatest Hits della colonna sonora dei livelli;
- Su ogni portale di fine livello, appare la scritta "Vai a casa";
- Nel livello Cratere Fuso, è stato corretto il bug che permetteva a Spyro di accedere a una mini-area anche senza aver liberato il Serg. Byrd;
- Il livello Torri Incantate condivide tutt'ora lo stesso tema musicale con il livello Base del Serg. Byrd. Tuttavia, quando lo si gioca con Spyro, si può notare un riarrangiamento diverso della traccia, per adattarsi all'ambientazione favolesca del livello;
- Durante il livello Palude dei Brividi, i dialoghi dei quali gli NPC recitano in poesia sono stati allineati al centro, a differenza dell'originale dove erano più allineati a sinistra;
- Quando si esaurisce un potenziamento qualsiasi, il timer non emette più quattro segnali acustici lunghi e otto brevi come nell'originale, bensì cinque segnali acustici lunghi e dieci brevi in rapida successione;
- È stata aggiunta l'abilità che permette a Spyro di rotolarsi verso sinistra e destra premento i tasti L1 e R1;
- Ottenendo tutti i punti abilità si può sbloccare la galleria delle concept art del gioco;
- È stato rimosso il tempo di caricamento quando si viaggia nelle mini-aree dei livelli;
- Nel livello Torri Incantate, lo scheletro amico di Ooga esegue un ballo simile alla Floss Dance;
- La difficoltà del livello Arena di Spike è stata abbassata, ora il boss può essere sconfitto con 6 colpi (due in meno rispetto all'originale);
- Nel livello Fabbrica di Fuochi d'Artificio, principalmente nel minigioco dell'Agente 9, la barra gialla che copriva la parte inferiore dello schermo è stata completamente rimossa;
- Il design dei potenziamenti sono stati rivisitati: ogni volta che ne si attiva una, le due colonne vengono accerchiate da delle spirali di fumo;
- Nei potenziamenti del Supervolo, il simbolo delle due ali di drago è stato rimpiazzato da un'ala color viola;
- Nei potenziamenti della Superfiamma, il simbolo della fiamma viene colorato di arancione;
- Nei potenziamenti del Superscudo, il simbolo dello scudo viene colorato di azzurro, e le colonne dipinte di rosso;
- Nel potenziamento combinato del Supervolo e della Superfiamma, presenti nei livelli Fabbrica di Fuochi d'Artificio e Round Super Bonus, i due simboli vengono disposti accanto, e non uno sopra l'altro;
- Scorch, uno degli scagnozzi della Maga, è stato tradotto in Zenit;
- Sono stati corretti i controlli e i movimenti dell'Agente 9;
- Sul portale del boss finale compare la scritta "Tana della Maga" e l'animazione in cui Spyro entra nel portale è la stessa dei livelli del primo titolo;
- Nella torre in Monte di Mezzanotte è stata aggiunta una nuova turbina al centro della sala, disponibile solo dopo aver battuto il boss finale, che porterà Spyro in una piattaforma dove può acquisire tre vite in più;
- È stato rimosso l'epilogo finale;

## Sviluppo
Nel luglio 2014, in un'intervista sul The Daily Telegraph, l'amministratore delegato di Sony Computer Entertainment, Andrew House, disse che insieme al suo team stava considerando un ritorno di Spyro. Altre aperture ci furono nel settembre 2014 da parte dell'amministratore delegato di Insomniac Games, Ted Price.
Nel 2017, poco dopo l'uscita di Crash Bandicoot: N. Sane Trilogy (altra licenza detenuta da Activision, storicamente legata alla serie di Spyro the Dragon), le voci riguardanti l'esistenza di un remake di Spyro si fecero sempre più accentuate, poiché nel videogioco era possibile far scomparire il cursore inserendo sopra l'icona di Crash Bandicoot 3: Warped lo stesso codice (su, su, giù, giù, sinistra, destra, sinistra, destra, quadrato) che, se usato nel titolo originale per PlayStation (1998), permetteva di giocare a una demo del videogioco Spyro the Dragon (a seguito dell'annuncio ufficiale della Reignited Trilogy, Activision ha effettivamente aggiunto il trailer del gioco in N.Sane Trilogy con la patch 1.03 dal peso di 231,9 MB, per vedere il quale è necessario proprio inserire la variante del Codice Konami). In seguito, gli sviluppatori Vicarious Visions affermarono che erano consapevoli di quanto fosse alta la domanda per un simile remake della trilogia classica di Spyro.
Circa un anno dopo, il 13 febbraio 2018, Laura Kate Dale di Kotaku pubblicò un articolo in cui affermava che un remaster di Spyro the Dragon, Spyro 2: Gateway to Glimmer e Spyro: Year of the Dragon doveva essere annunciato originariamente per marzo 2018, per poi essere pubblicato nel corso del terzo quadrimestre del 2018. Dale scrisse inoltre che il titolo sarebbe stata un'esclusiva per PlayStation 4 per un anno per poi uscire anche per gli altri sistemi nel 2019 e, molto similmente a N. Sane Trilogy, conterrà nuove animazioni e filmati, una colonna sonora rimasterizzata e un sistema di salvataggio aggiornati, oltre a contenuti che erano stati previsti ma poi tagliati nei giochi originali.
Verso la fine di febbraio 2018, l'account Twitter di un certo "Falcon McBob" riaprì misteriosamente la pagina di Spyro The Dragon sul social network, alimentando le dicerie sul prossimo remaster. Il 2 aprile 2018 Jonathon Dornbush, redattore news di IGN USA, ha reso noto di aver ricevuto un misterioso pacco via posta, spedito da "Falcon McBob" a IGN e contenente uno squamoso uovo viola (reminiscenza della serie di Spyro) e una lettera "scritta" da McBob su cui si legge "Qualcosa sta per schiudersi" (Something's about to hatch). Tuttavia, né Activision né Sony confermarono o smentirono alcuna voce sul nuovo gioco. Il 4 aprile 2018, Falcon McBob "twittò" l'immagine di un pupazzo di Crash Bandicoot illuminato da un riflesso violaceo (il colore di Spyro) commentando: "Bei tempi" (Good Times); l'immagine riflessa negli occhi di Crash, è quella di Spyro con gli occhiali da sole che si vanta di aver sconfitto Gnasty Gnorc quando si completa Spyro the Dragon al 100%.
Durante la notte dello stesso 4 aprile, per l'esattezza alle 23:36, Amazon Mexico inserì la possibilità di effettuare il pre-ordine di Spyro: Reignited Trilogy per PlayStation 4 sull'account amazon ufficiale di Activision.
Spyro: Reignited Trilogy è stato ufficialmente annunciato il 5 aprile 2018, con data di uscita fissata al 21 settembre 2018.
Il videogioco vedrà il ritorno di molti doppiatori originali: Tom Kenny, che doppiò Spyro nelle versioni inglesi di Ripto's Rage, Year of the Dragon e Enter the Dragonfly, presterà nuovamente la sua voce al draghetto viola in Reignited Trilogy, registrando interamente anche i dialoghi del primo gioco, in cui Spyro aveva la voce di Carlos Alazraqui; Gregg Berger ha fatto sapere su Twitter che è stato chiamato per doppiare ancora una volta i suoi personaggi, Ripto e Hunter il ghepardo (anche se poi ha doppiato soltanto Ripto). Nel cast del videogioco le voci italiane nella nuova versione sono state cambiate rispetto a quella della prima PlayStation, dove Spyro era doppiato da Massimo Marinoni mentre alcuni personaggi erano doppiati da Alessandro Ricci e Luigi Chiappini. 
La colonna sonora della trilogia, originariamente composta da Stewart Copeland, sarà rimasterizzata interamente da Toys for Bob. Il gioco userà il motore grafico Unreal Engine 4.
Una demo di Spyro Reignited Trilogy era giocabile all'Electronic Entertainment Expo 2018. GameSpot notò che mentre i tre giochi erano stati revisionati graficamente, i layout di ciascun livello sono rimasti gli stessi dei giochi originali, inclusa la posizione dei nemici e degli oggetti.
Al momento della pubblicazione, il gioco conterrà soltanto il primo capitolo della serie, Spyro the Dragon, mentre Gateway to Glimmer e Year of the Dragon dovranno essere scaricati con un aggiornamento, che sarà tuttavia automatico e non richiederà l'inserimento di codici. Activision ha dichiarato in merito di non essere preoccupata perché ormai gli utenti sono abituati a dover aggiornare i giochi.
Il 17 agosto 2018, l’uscita è stata posticipata al 13 novembre 2018 per esigenze degli sviluppatori.
Il 18 settembre 2018, su PSN Profiles è trapelata la lista trofei di Spyro Reignited Trilogy; come è accaduto per Crash Bandicoot: N. Sane Trilogy, anche questa edizione rimasterizzata offrirà un trofeo di platino distinto per ognuno dei tre giochi della collezione.
Il 23 ottobre 2018 è stato pubblicato il trailer di lancio del gioco.

### Dopo la pubblicazione
Il 12 marzo 2019, con l’aggiornamento 1.03 su PlayStation 4 e 1.02 su Xbox One, Spyro: Reignited Trilogy ottiene i sottotitoli nelle varie lingue previste dal videogioco, che prima mancavano su scelta degli sviluppatori; i sottotitoli possono essere attivati o disattivati dal menù "Opzioni", sono caratterizzati dalla presenza dell'intestazione del personaggio che sta parlando e utilizzano particolari colori per una miglior associazione testo-personaggio.
Sulla questione dei sottotitoli, Activision si era già espressa in precedenza poiché dichiarò di avere a cuore tutti i suoi utenti, in particolare, quelli diversamente abili: «Sebbene non ci sia uno standard dell’industria sui sottotitoli, lo studio e Activision tengono particolarmente all’esperienza dei giocatori, specialmente nel rispetto di coloro che sono diversamente abili, dunque ne valuteremo l’introduzione più avanti.»

## Accoglienza
| Testata                            | Versione  | Giudizio |
| ---------------------------------- | --------- | -------- |
| GameRankings (media al 09-12-2019) | PS4       | 83.22%   |
| GameRankings (media al 09-12-2019) | XONE      | 86.25%   |
| Metacritic (media al 23-10-2022)   | PS4       | 82/100   |
| Metacritic (media al 23-10-2022)   | XONE      | 83/100   |
| Metacritic (media al 23-10-2022)   | NS        | 78/100   |
| Metacritic (media al 23-10-2022)   | PC        | 76/100   |
| Destructoid                        | PS4, XONE | 8/10     |
| Everyeye.it                        | PS4       | 8.8/10   |
| Game Informer                      | XONE      | 8.5/10   |
| GamesRadar+                        | PS4       | 4/5      |
| GameSpot                           | PS4       | 8/10     |
| Gamepare                           | PS4, XONE | 8.3/10   |
| IGN                                | PS4, XONE | 8.5/10   |
| Multiplayer.it                     | PS4       | 8.8/10   |
| The Games Machine                  | PS4, XONE | 8.4/10   |

Le recensioni aggregate di Spyro: Reignited Trilogy sul sito GameRankings hanno assegnato al videogioco un punteggio medio dell'83,22% (basato su 40 recensioni) per la versione PlayStation 4 e dell'86,25% (basato su 8 recensioni) per la versione Xbox One. Il titolo ha ricevuto "recensioni generalmente favorevoli" secondo il sito web Metacritic.
La rivista italiana The Games Machine ha assegnato alla trilogia un voto "più che buono" (8,4/10), plaudendo l'ottima opera di restauro e ammodernamento e il buon livello di localizzazione italiana, ma rammaricandosi tuttavia per il livello di sfida più basso della media, notando che i vecchi titoli fossero decisamente più difficili rispetto a quelli inseriti in questa trilogia. Il remake viene comunque definito "gustoso e abbondante", in quanto l'eccellente qualità del rinnovato comparto tecnico è accompagnata da un'estrema abbondanza in termini di contenuti:

### Encomi
Spyro: Reignited Trilogy ha vinto il premio del miglior nuovo videogioco per PlayStation (PlayStation Players' Choice award) di novembre 2018 in base alla scelta dei lettori di PlayStation.Blog, battendo Battlefield V, Hitman 2 e The Forest al secondo, terzo e quarto posto rispettivamente.
Ha vinto inoltre il premio "Titolo dell'anno per famiglie/bambini" (Family/Kids Title of the Year) agli Australian Games Awards, ed è stato nominato per il Freedom Tower Award come Miglior Remake ai New York Game Awards per il "Game, Classic Revival" ai National Academy of Video Game Trade Reviewers Awards e per il "People's Choice" all'Italian Video Game Awards.

## Vendite
Il 3 maggio 2018, durante la conferenza finanziaria relativa al primo quarto dell'anno 2018, Activision Blizzard ha riferito che le prenotazioni di Spyro: Reignited Trilogy si trovano "ben oltre le aspettative" iniziali su quest'operazione; il fatto che il trailer di presentazione di Spyro: Reignited Trilogy abbia già "decine di milioni di visualizzazioni" attraverso i vari canali, come riferito da Activision, rappresenta sicuramente un buon segnale sulla ricezione di questa collezione rimasterizzata.
Spyro: Reignited Trilogy è stato il videogioco più venduto della settimana 13-19 novembre nel Regno Unito, superando Red Dead Redemption 2, Fallout 76 e Pokémon: Let's Go, Pikachu!, che occupano rispettivamente il secondo, terzo e quarto posto della classifica. Sebbene nella sua prima settimana abbia venduto meno di Pokémon: Let's Go, ha infatti superato entrambe le singole versioni Pikachu ed Eevee individualmente. È stato anche il videogioco per Playstation 4 più venduto in Australia nella sua prima settimana.
Debutto ottimo per Spyro Reignited Trilogy è stato anche quello in Italia, dove ha guadagnato subito la testa della classifica software italiana della settimana 46 dell'anno, seguito da Fallout 76 e Pokémon: Let's Go, Pikachu!.  In Italia la collection ha raggiunto non solo la vetta nella classifica per le piattaforme aggregate (PlayStation 4 + Xbox One), ma anche in quella per piattaforme singole
(battendo, nella sua versione per PlayStation 4, Pokémon: Let's Go, Pikachu! per Nintendo Switch), oltre ad essere stato il titolo più venduto della settimana sia per PS4 che per Xbox One (in entrambi i casi piazzandosi davanti a Fallout 76).
Notevolissimo è stato, inoltre, il successo negli Stati Uniti, dove le vendite in dollari del mese di lancio di Spyro: Reignited Trilogy hanno superato del 30% quelle dei mesi di lancio di tutti i capitoli principali di Spyro combinati.